# Gueto de Varsóvia

Os limites do Gueto de Varsóvia.

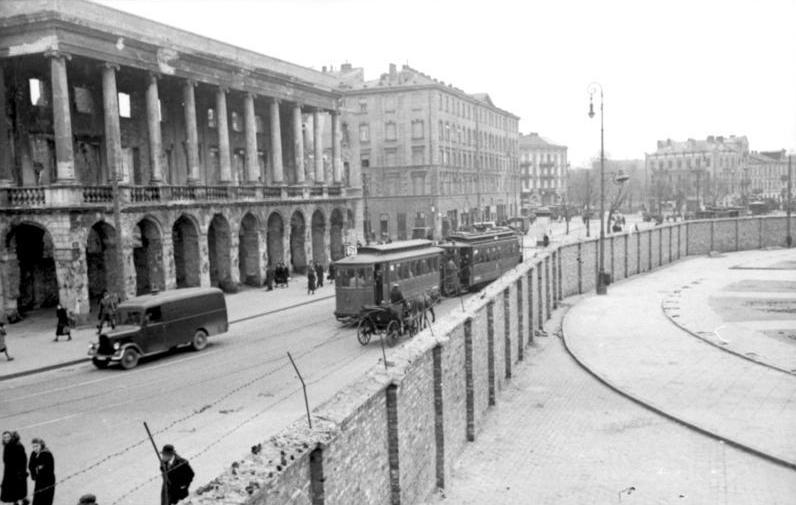
O gueto, sendo separado do resto de Varsóvia por um muro.

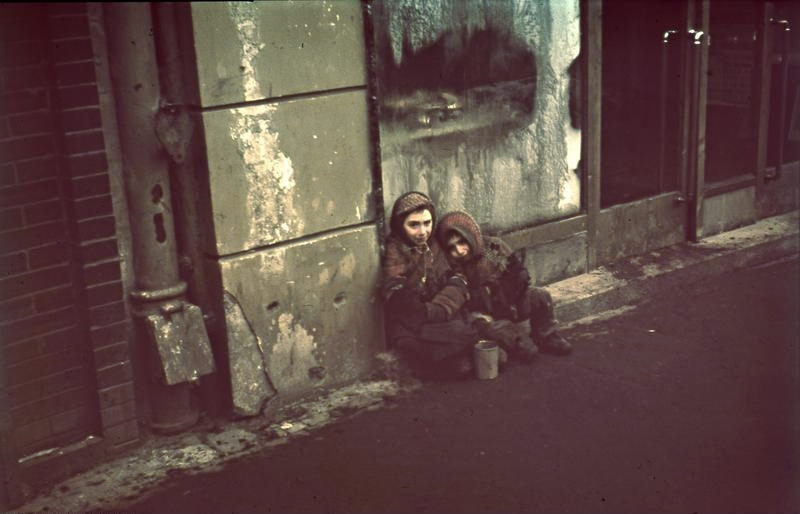
Crianças judias famintas no gueto de Varsóvia.

O Gueto de Varsóvia foi o maior gueto em referência aos  judeus estabelecido pela Alemanha Nazista na Polónia durante o Holocausto, ao tempo da Segunda Guerra Mundial. Nos três anos da sua existência, a fome, as doenças e as deportações para campos de concentração nazistas reduziram a população estimada de 380 000 para 90 000 habitantes. O Gueto de Varsóvia foi o palco da Revolta do Gueto de Varsóvia, a primeira insurreição massiva contra a ocupação nazista na Europa. Apesar disso, a maioria das pessoas que estiveram no Gueto de Varsóvia foi gaseada, ou seja, mortas pela inalação de gás nocivo no campo de extermínio Nazista de Treblinka. 

## Criação do gueto pelos alemães
Imediatamente após a ocupação alemã da Polónia em 1939, os alemães começaram a planejar o isolamento da população judaica de Varsóvia num gueto. Nessa altura, a administração do governo geral ainda não tinha sido completamente organizada, e havia interesses conflituosos entre os três principais poderes: a administração civil, o exército e as SS. Sob estas circunstâncias, o conselho judaico, ou Judenrat, liderado por Adam Czerniaków, conseguiu atrasar a criação do gueto por um ano, sobretudo justificando aos militares que os judeus eram uma força de trabalho importante.
No entanto, o gueto acabou por ser criado pelo General Gouverneur alemão da Polónia Hans Frank em 16 de outubro de 1940. O distrito de Varsóvia era governado pelo oficial nazista Ludwig Fischer. A população do gueto atingiu a marca de 380 mil pessoas, cerca de 30% da população de Varsóvia. Em contrapartida, ocupava apenas 2,4% do território da cidade. Os judeus de Varsóvia foram obrigados a se deslocarem para o gueto, e os nazistas providenciaram a construção de um muro ao seu redor em 16 de novembro de 1940, segregando completamente os judeus. 
Durante o ano e meio seguinte, judeus de cidades e vilas menores foram trazidos para o gueto. Doenças — como o tifo — e a fome (as rações para judeus eram oficialmente limitadas a apenas 184 kcal por dia, ao contrário das 1,8 mil para polacos e 2,4 mil para alemães em Varsóvia) alastravam-se em enormes proporções.
Em 22 de julho de 1942, teve início a expulsão em massa dos habitantes do Gueto de Varsóvia para os campos de trânsito e de concentração. Nos 52 dias seguintes (até 21 de setembro de 1942), cerca de 300 000 pessoas foram levadas para o campo de trânsito de Treblinka e reassentadas em Minsk ou mandados para Majdanek ou Auschwitz. Czerniaków tornou-se claramente deprimido com as deportações e suicidou-se em 23 de julho. Os suicídios tornaram-se então muito frequentes. O sogro de Marcel Reich-Ranicki foi um deles.
A situação dos restantes 70 mil ou 90 mil habitantes melhorou ligeiramente. A fome acabou e as casas superlotadas tornaram-se agora vazias. Os judeus, que ali puderam permanecer, trabalhavam (dentro do gueto) para fábricas alemãs ou, então, viviam em fuga (o caso de Marcel Reich-Ranicki). 
Durante os 6 meses que se seguiram, aquilo que restava das diferentes organizações políticas foi unido sob um mesmo nome: ŻOB (Żydowska Organizacja Bojowa, Organização de Luta Judaica), liderado por Mordechaj Anielewicz, com entre 220 e 500 pessoas; outras 250-450 organizaram-se no ŻZW (Żydowski Związek Walki, União dos combatentes judeus). Os membros desses grupos não tinham ilusões sobre os planos dos alemães e preferiam morrer lutando. O seu armamento consistia sobretudo de pistolas, bombas caseiras e coquetéis molotov; o ŻZW era o grupo melhor armado, graças a seus contactos com a resistência polonesa, fora do gueto.
|  |  |

## Vida social e cultural no gueto

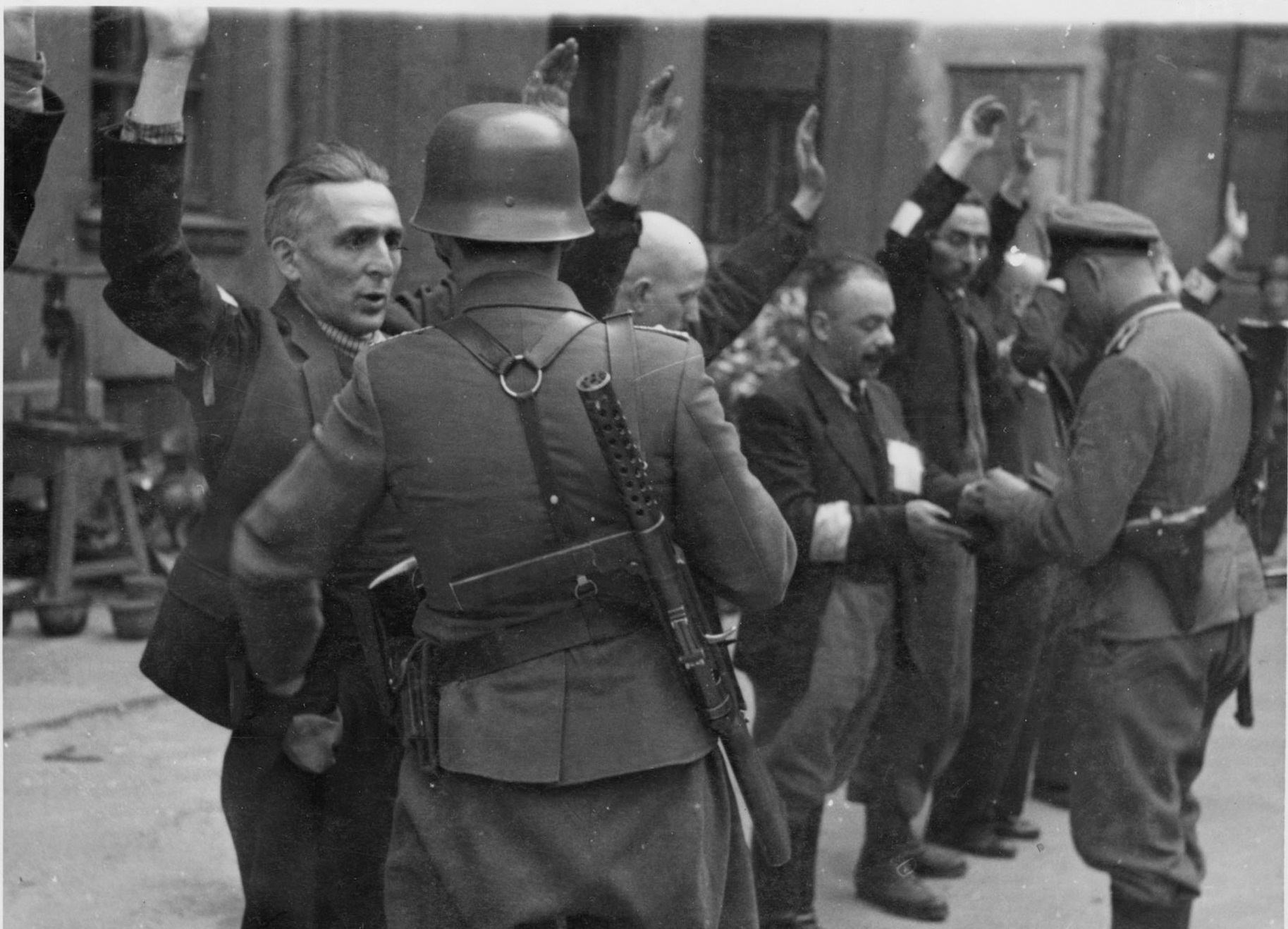
Soldados alemães prendem judeus durante a revolta do Gueto de Varsóvia, em Maio de 1943.

Apesar das enormes dificuldades do dia-a-dia, o Judenrat e movimentos juvenis conseguiram organizar várias instituições dentro do próprio gueto buscando ajudar os seus habitantes. O Judenrat tomou a responsabilidade pela alocação das habitações disponíveis - uma média de 9 crianças por quarto, enquanto instituições de caridade, como a CENTOS, organizaram cantinas de sopa gratuita: a certa altura, dois terços da população dependiam destas cantinas.
Por um curto período foi também permitido ao Judenrat organizar quatro escolas de ensino básico para as crianças do gueto. Havia também um extenso sistema escolar clandestino organizado por vários movimentos juvenis, que cobria todos os níveis básicos e de ensino secundário e oferecia até cursos de nível universitário aos domingos, disfarçados frequentemente de cantinas.
O Judenrat era também responsável pelos hospitais e orfanatos que operavam no Gueto. Um orfanato, liderado pelo pediatra e autor Janusz Korczak, era governado segundo o modelo de uma democracia, chamado da república das crianças. Este e outros orfanatos foi evacuado em 1942 e os seus ocupantes e empregados foram enviados para Treblinka. Nenhum regressou vivo. 
A vida cultural incluía uma imprensa diária em três línguas (iídiche, polaco e  hebreu), actividade religiosa (incluindo uma igreja para os judeus que se tinham convertido ao Catolicismo), aulas, concertos de música clássica (Marcel Reich-Ranicki conta que não havia dificuldade em encontrar excelentes violinistas e músicos de instrumentos de corda em geral entre os habitantes do gueto; mais difícil era a busca de músicos de instrumentos de sopro - aqueles que se encontraram nunca tinham tocado numa orquestra sinfónica; eram músicos de Jazz e de pequenos grupos, mas em breve se viu que podiam também tocar da pauta em perfeição), teatro e exposições de arte. Em muitos casos os artistas eram figuras proeminentes da vida cultural polaca de então. 
Um dos mais notáveis esforços de preservação culturais foi liderado pelo historiador Emmanuel Ringelblum e o seu grupo Oyneg Shabbos, que colectou documentos de pessoas de todas as idades e posições socioeconômicas e culturais para criar uma história social da vida no gueto. No total, estima-se ter havido a recolha de cerca de 50 000 documentos históricos, incluindo ensaios sobre vários aspectos da vida no gueto, diários, memórias, colecções de arte, jornais ilegais, desenhos, trabalho escolar, posters, bilhetes de teatro, receitas, notas das aulas, etc. Estes documentos foram escondidos dos alemães em três locais separados, dois dos quais foram recuperados e fornecem-nos hoje esclarecimento sobre a vida no gueto. Julga-se que o terceiro lote está enterrado debaixo do edifício onde hoje funciona a Embaixada da República Popular da China em Varsóvia.

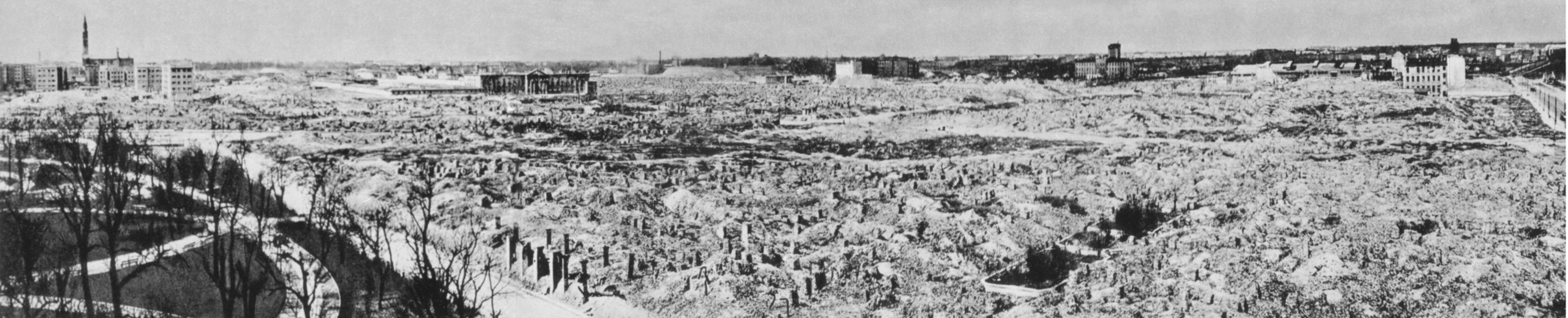
Após a revolta, Hitler ordenou que o gueto fosse destruído. Foto de suas ruínas em 1945.

## Comemoração
No dia 22 de abril de 2002, membros do conselho polaco para cristãos e judeus comemoraram o 59.º aniversário da revolta antinazi de 1943, com visitas ao memorial sediado no antigo sector judaico da cidade de Varsóvia.

## Prisioneiros
Alguns dos prisioneiros no gueto mais conhecidos posteriormente são:
- Władysław Szpilman, cujas memórias constituíram a base do argumento do filme O pianista (de Roman Polański)
- Marcel Reich-Ranick, famoso crítico literário alemão
- Mordechaj Anielewicz
- Adam Czerniaków
- Marek Edelman
- Bronisław Geremek
- Jizchak Katzenelson
- Janusz Korczak
- Emanuel Ringelblum
- Aleksander Henryk Laks

|  |  |

## Relato de Marcel Reich-Ranicki
A população judaica de Varsóvia foi alvo de todo tipo de humilhações e dos maiores abusos praticadas pelo exército alemão. No capítulo "A caça é um prazer", de sua autobiografia, Marcel Reich-Ranicki dá-nos um relato pessoal dos acontecimentos:
| “ | Ainda Varsóvia acabava de se render; mal tinha chegado a Wehrmacht à cidade, logo começou o grande gáudio dos vencedores, o prazer incomparável dos conquistadores – a caça aos judeus. Após o rápido, grandioso triunfo, aos soldados alemães, exuberantes e compreensivelmente desejosos de aventura, oferecia-se nas ruas de alguns quarteirões da capital polaca uma vista surpreendente. O que ainda não se tinha sucedido aparecia-lhes agora pela frente a cada passo: Eles viam, completamente surpresos, inúmeros indivíduos orientais, ou de aspecto aparentemente oriental, com longas faixas de cabelo nas têmporas, e com fartas barbas. Exóticas eram também as suas roupas: pretas e sem ornamentos... Os jovens soldados (alemães) viram pois, pela primeira vez nas suas vidas, judeus ortodoxos. Estes estranhos habitantes de Varsóvia não lhes despertavam nenhuma simpatia, muito mais desdém e talvez repulsa. Mas os soldados podiam agora também gozar de uma satisfação inconsciente. Pois se em casa, em Estugarda, Schweinfurt ou Stralsund eles não conseguiam distinguir visualmente os judeus dos alemães de “raça pura”, os “arianos”, aqui eles podiam finalmente ver aqueles que só conheciam das caricaturas dos jornais alemães, sobretudo o der Stürmer... Que estes sub-humanos, que sem dúvida deixavam uma impressão mais medrosa do que ameaçadora, pudessem portar armas, era muito improvável. De qualquer forma isso tinha de ser controlado. Diariamente tinham lugar controles, nunca se sabia qual o próximo quarteirão a ser revistado. As armas, as quais os bem-dispostos soldados supostamente procuravam, não apareciam, por muito que eles se esforçassem. Mas eles possuíam outras coisas que os ordeiros homens alemães acolhiam de bom grado: Anéis, carteiras, dinheiro, e por vezes um relógio de ouro. Mas não se tratava apenas de roubar os judeus. Eles, os inimigos do Império Alemão deveriam também ser punidos e humilhados. Não era difícil de o conseguir. Os soldados notaram em breve que os judeus ortodoxos achavam particularmente humilhante que lhe cortassem as barbas. Com este objectivo, os ocupantes, desejosos de entretenimento, tinham-se munido com tesouras... Assim era: cada alemão que vestisse um uniforme e tivesse uma arma podia, em Varsóvia, fazer com um judeu o que quisesse. Ele podia obrigá-lo a cantar, a dançar, ou a fazer nas calças, ou a ajoelhar-se perante ele rogando pela sua vida. Ele podia abatê-lo repentinamente ou matá-lo de forma mais lenta. Ele podia ordenar a uma judia que se despisse, que limpasse o passeio com a sua roupa interior e depois que urinasse em frente de toda a gente. Ninguém estragou o divertimento aos alemães que se entregaram a estes passatempos, ninguém os impediu de maltratar e matar os judeus, ninguém os chamou à responsabilidade. | ” |